# 泉山区
泉山区是中国江苏省徐州市所辖的一个市辖区。区域总面积为62.7平方公里，位於徐州市西南部，中抱雲龍湖、雲龍山，因境內泉山國家森林公園而得名。區人民政府駐解放南路189号。

## 行政区划

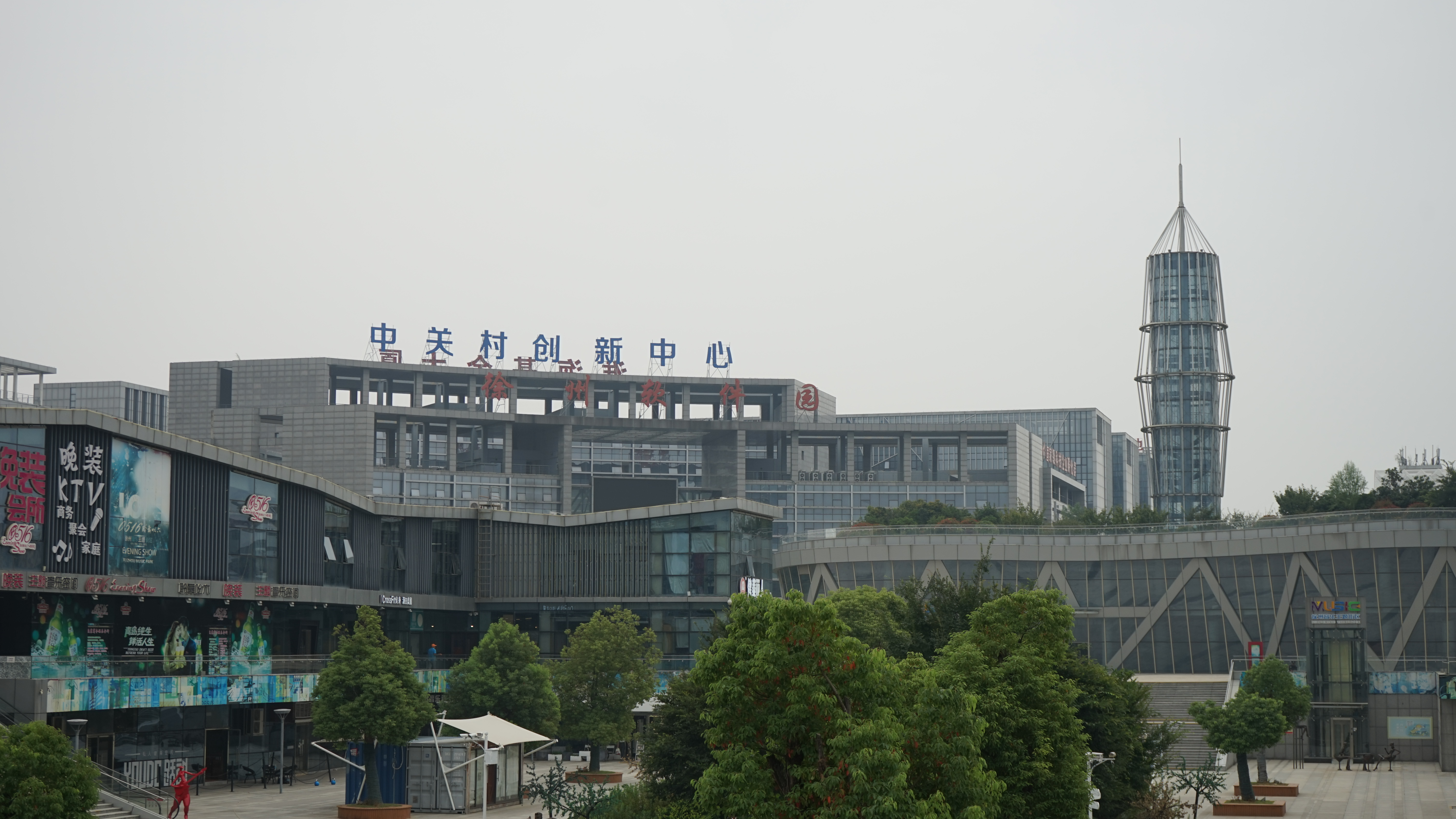
徐州软件园

泉山区下辖14个街道办事处：
王陵街道、七里沟街道、永安街道、湖滨街道、段庄街道、翟山街道、奎山街道、和平街道、金山街道、泰山街道、庞庄街道、火花街道、桃园街道和苏山街道。

## 人口
根據第七次全国人口普查數據，截至2020年11月1日零時，泉山區常住人口為619784人。